# ニコル・デュ・オセ
ニコル・ドュ・オセ（Nicole du Hausset, 1713年7月14日 - 1801年7月24日）は、フランス王ルイ15世の寵姫ポンパドゥール夫人の筆頭侍女。オセ夫人と呼ばれる。宮廷生活についての『回想録(覚書)』を残した。この回想録は、オセ夫人没後にクィンティン・クロファード(Quintin Craufurd, 1743-1819)によってまとめられ、1808年に出版された。同回想録は、ポンパドゥール夫人時代のフランス宮廷の貴重な史料である。またこの回想録によって、ポンパドゥール夫人の医師であった経済学者ケネーの日常の動向を知ることができる。

## 著作
- 『Memoires de Madame du Hasset, femme de chambre de Mme de Pompadour』(Madame du Hausset, Baudouin Freres, 1824)ーーリプリント版(Hachette Livre) ISBN 9782012587144

## 邦訳
- 「オーセー夫人の覚書」<抄>(島津亮二、菱山泉訳、有斐閣、『ケネー全集』第一巻所収、1951年 <オンデマンドブックスとして2001年に復刊 ISBN 4-641-90201-1>)

| スタブアイコン | サブスタブ | この項目は、まだ閲覧者の調べものの参照としては役立たない、人物に関連した書きかけの項目です。この項目を加筆・訂正などしてくださる協力者を求めています（P:人物伝/PJ:人物伝）。 |